# Class
Class és una pel·lícula estatunidenca dirigida per Lewis John Carlino, estrenada l'any 1983. Ha estat doblada al català.

## Argument
Un jove universitari etiquetat com el cap de turc de la seva facultat esdevé un noi respectat i admirat el dia que comença una relació apassionada amb una dona madura que coneix en un bar. Les coses es compliquen quan descobreix que la seva amant no és altra que la mare del seu company d'habitació.

## Repartiment
- Andrew McCarthy: Jonathan Ogner
- Rob Lowe: Franklin « Skip » Burroughs IV
- Jacqueline Bisset: Ellen Burroughs
- John Cusack: Roscoe Maibaum
- Cliff Robertson: Franklin Burroughs III
- Alan Ruck: Roger Jackson
- Stuart Margolin: Balaban
- Remak Ramsay: el Sr. Kennedy
- Virginia Madsen: Lisa
- Deborah Thalberg: Susan
- Joan Cusack: Julia

## Al voltant de la pel·lícula
- Class és el primer èxit de l'actor Rob Lowe, després d'haver estat descobert per Francis Ford Coppola per la seva pel·lícula Outsiders.
- Andrew McCarthy i Rob Lowe, formaven part del "Brat Pack" a l'època d'aquesta pel·lícula.